# Melittia pyropis
Melittia pyropis là một loài bướm đêm thuộc họ Sesiidae. Loài này có ở Malawi, Somalia và Nam Phi.